# Tony Daly
Anthony John Daly (Sídney, 7 de marzo de 1966) es un exjugador australiano de rugby que se desempeñaba como pilar.

## Carrera

### Amateur
Daly debutó en primera del Randwick DRUFC en 1985 con 19 años y jugó con ellos hasta le apertura del profesionalismo en 1995. Finalizó su carrera en el club semi-profesional, SF Golden Gate de San Francisco.

### Profesional
Declarada la era abierta del rugby, fue contratado por los Saracens de la Premiership Rugby por dos años. Finalizado el contrato firmó por sus natales Waratahs, una de las franquicias australianas del Super Rugby con quienes jugó hasta 2004 cuando emigró a Estados Unidos.

## Selección nacional
Daly debutó en los Wallabies en agosto de 1989 ante los All Blacks. Marcó el try más importante en la historia de Australia.
Se retiró de ella en junio de 1995 frente a Rumania. En total jugó 41 partidos y marcó cuatro tries.

### Participaciones en Copas del Mundo
Daly participó en dos Copas del Mundo; Inglaterra 1991 donde marcó el try de la victoria en la final ante el XV de la Rosa. Su último mundial fue Sudáfrica 1995 donde Australia cayó ante los ingleses, repitiendo la final de cuatro años atrás, en cuartos de final.
| Mundial                       | Sede       | Resultado        | PJ | Tries |
| ----------------------------- | ---------- | ---------------- | -- | ----- |
| Copa Mundial de Rugby de 1991 | Inglaterra | Campeón          | 6  | 1     |
| Copa Mundial de Rugby de 1995 | Sudáfrica  | Cuartos de final | 2  | 0     |